# Heike Henkel
Heike Henkel (født Heike Redetzky 5. maj 1964 i Kiel) er en tysk tidligere højdespringer og olympisk guldvinder.
Heike Redetzky indledte sin sportskarriere i flere forskellige sportsgrene. Således dyrkede hun i sin ungdom både gymnastik, trampolinspring, fægtning, basketball og tennis foruden atletik. På et tidspunkt valgte hun dog at koncentrere sig om højdespring, og hun var med ved OL 1984 i Los Angeles for Vesttyskland. Her nåede hun finalen med et spring på 1,90 m, men i finalen nåede hun kun 1,85 m og blev nummer elleve. Hun deltog også ved OL 1988 i Seoul, hvor det ikke lykkedes for hende at kvalificere sig til finalen.
Indendørs lyder hendes rekord på 2,07 m, sat i Karlsruhe i 1992, og det var verdensrekord i 14 år, indtil Kajsa Bergqvist med 2,08 m overgik hende i 2006.
Fra slutningen af 1980'erne var Henkel, der nu var blevet gift med svømmeren Rainer Henkel, med i toppen af verdenseliten og vandt fire indendørs VM-medaljer, tre indendørs EM-medaljer, guld ved udendørs EM i 1990 og ved udendørs VM i 1991. Ved sidstnævnte konkurrence sprang hun 2,05 m, hvilket blev hendes bedste i karrieren. Hun vandt i alt tyve vesttyske/tyske mesterskaber i sin karriere, ligeligt fordelt mellem indendørs og udendørs.
Ved OL 1992 i Barcelona var hun sammen med OL-vinderen fra 1988, bulgarske Stefka Kostadinova, den største favorit. Begge kvalificerede de sig da også til finalen, hvor fem springere klarede 1,94 m (her stod Henkel over). Kostadinova og to andre kom ikke over 1,97, hvormed medaljerne skulle fordeles mellem Henkel, rumænske Galina Astefei og cubanske Ioamnet Quintero. Quintero kom ikke højere op og fik bronze, mens både Astefei og Henkel kom over 2,00 m i første forsøg. Derpå kom Henkel over 2,02 m i første forsøg, mens Astefei rev ned i tre forsøg, og medaljerne var nu fordelt. Henkel forsøgte sig uden held med tre forsøg på 2,06 m, men havde sikret sig guldet, mens Astefei fik sølvmedaljen.
Henkel indstillede sin karriere endeligt i 2000. Hun modtog en række priser gennem sin karriere, heriblandt Silbernes Lorbeerblatt som årets kvindelige sportsudøver (1992), årets bedste atlet i verden (1991) og Luz-Long-Fairness-prisen (1991). Gennem sin karriere var hun stor fortaler for en dopingfri sport.
I midten af 1990'erne blev hun uddannet grafisk designer, men har efter afslutningen af sin karriere i højere grad undervist og holdt foredrag om emner som motivation, succes og nederlag. Hun har desuden været engageret i antidoping og siddet i det tyske antidopingagentur i en periode.
I 2001 blev hun skilt fra Rainer Henkel, med hvem hun fik to børn. Hun blev i 2004 gift med tikæmperen Paul Meier, med hvem hun har fået yderligere et barn.